# 汤武革命
汤武革命是指商汤与周武王以武力推翻前朝的革命。

## 历史
夏朝末年，商汤经过11次战争，无敌于天下，使得夏王朝空前的孤立，又利用有娀氏的反叛，起兵打敗夏桀王于鸣条之野，一举灭夏。由于商汤以武力灭夏，打破国王永定的说法，从此中国历代王朝皆如此更迭，因而史称“商汤革命”。
商纣王时的牧野之战，武王伐纣成功。后人把夏商周之间的两场革命称为汤武革命。